# Pinghsziang
Pinghsziang (egyszerűsített kínai írással: 萍乡市, pinjin: Píngxiāng) prefektúra szintű város Kínában, Csianghszi tartományban. Lakosainak száma 1 804 805 fő (2020).

## Népesség
| 2018 | 1 933 200 |
| 2020 | 1 804 805 |

## Testvérvárosok
- Nairobi
- Copiapó